# Giorgio Bianciardi
Giorgio Bianciardi (Siena, 14 dicembre 1954) è un biologo italiano.
Ѐ docente e medico ricercatore in campo biomedico e astrobiologo presso l'Università di Siena dove si occupa di esobiologia. Ha sviluppato modelli morfometrici di geometria frattale e analisi non lineare nel settore della patologia umana. Ha portato prove a sostegno di vita attuale su Marte mediante studio dei dati ottenuti dai Viking e dalle immagini ottenute dai Rover Spirit e Opportunity.
Divulgatore scientifico, nel 2010 gli è stato conferito il premio nazionale di divulgazione scientifica "Città di Salerno" e gli è stato dedicato l'asteroide 55418 Bianciardi.

## Biografia
Si laurea in scienze biologiche il 1978 presso l'Università di Siena, dove consegue anche il dottorato di ricerca in medicina sperimentale nel 1988. Nel 1999 consegue la laurea in medicina e chirurgia presso l'Università di Siena, nel 2000 ottiene l'abilitazione a medico-chirurgo.
Dal 2001 ad oggi, anno della sua fondazione, porta all'EANA, network degli astrobiologi europei, i suoi studi in campo astrobiologico, con particolare riferimento alla ricerca della vita passata e presente su Marte e alla presenza dell'ordine molecolare al l'origine della vita sulla Terra. Nel 2004 viene nominato direttore dell'Osservatorio Astronomico Provinciale di Montarrenti. Un anno più tardi diventa vicepresidente della Unione astrofili italiani.
Dal 2006 al 2011 è "Responsabile Unità operativa" nel progetto della Regione Puglia "TEPS-DOWN", inerente allo studio per l'identificazione di portatori di questa malattia cromosomica. Dal 2007 ad oggi è Editor per la Rivista italiana "Astronomia". Dal 2012 è Presidente del network di telescopi remoti ASTRA. Dal 2014 è fondatore e "Editor in Chief" della Rivista internazionale edita a Londra "Fractal Geometry and Nonlinear Analysis in Medicine and Biology".
Nel 2016 un suo lavoro inerente allo studio del tumore del colon-retto, ottiene il plauso del Segretario di Stato del Ministero della Salute e del Presidente della Commissione territorio e ambiente del Senato della Repubblica. Nel 2016 fonda e dirige il Centro italiano di Bioenergetica.
Dal 1980 ad oggi collabora con riviste italiane di divulgazione scientifica (Coelum, Focus, La nuova ecologia), scrivendo rubriche nel campo dell'astronomia e dell'astrobiologia: le sue osservazioni di stelle variabili sono registrate dall'AAVSO sotto la sigla BVG .

## Attività scientifica
Docente di patologia generale, ha proposto marker ultrastrutturali dell'attivazione piastrinica e endoteliale nei processi aterosclerotici umani e indici di complessità (vettorializzazione di immagini istologiche/mesoscopiche per l'ottenimento dell'indice di Lempel-Ziv, algoritmi per la determinazione della dimensione frattale Dmin) per lo studio del sistema vascolare e la diagnosi differenziale nei tumori e nelle malattie degenerative
Con l'applicazione di modelli browniani ha proposto un'analisi della distribuzione delle basi azotate nei tRNA di eubatteri e archeobatteri, modelli delle primissime forme di vita, determinando come sistemi chimici ordinati erano presenti agli albori della nascita della vita sulla Terra.
Nel 2003 propose l'applicazione di analisi della complessità ai dati presentati da Miller che aveva rianalizzato i dati dell'esperimento LR di Gilbert Levin a bordo dei Viking. Gli studi che ne seguirono, vennero nel 2013 argomentati e discussi con Bianciardi nel libro C'è qualcuno là fuori? di Margherita Hack . Successivamente applicò modelli di geometria frattale alle immagini ad alta risoluzione prodotte dal Rover Opportunity dimostrando la sovrapposizione degli indici morfometrici delle rocce marziane con le microbialiti terrestri e quindi evidenziando la stessa caratteristica nelle immagini ottenute dalla Rover Spirit.

## Opere
- La vita oltre la Terra, Edizioni CUEN 1997
- La vita nell'universo, AA.VV. Edizioni Bruno Mondadori 2003
- Marte, ieri, oggi e domani,  AA.VV. Edizioni Erga 2005
- Marte: Un Viaggio nel tempo e nello spazio, Edizioni Il Castello 2006
- MOONBOOK69: Dall'Apollo 11 al Lunar Reconnaissance Orbiter,  AA.VV. Edizioni Oèdipus 2011